# Ierna
Ierna   ( - 547 (Gregorià)) va ser un cap amazic dels laguatans, i també summe sacerdot del déu Gurzil, actiu a la prefectura pretoriana d'Àfrica durant les insurreccions amazics de mitjans del segle VI. Pel que sembla, va comandar els Laguatans a la batalla de Cíl·lium el 544, en què el governador romà Salomó va morir i molts soldats romans van ser fets presoners.
Durant l'hivern del 546/547, va servir com a comandant adjunt de l'exèrcit d'Antales, un altre líder amazic revoltat. L'amenaça de les tribus tripolitànes va augmentar, i Bizacena i part de Zeugitana van ser saquejades pels austurians sota el comandament d'Ierna i altres tribus amazics. Aconsegueixen arribar a Lares per la gran carretera de Cartago a Tebessa.
Joan Troglita aconsegueix que Cutzines torni al costat romà, així com Ifisdeies; cosa que el permet reunir importants contingents amazics. Però Ierna aconsegueix unir-se a Antales. A principis del 547, Iernas i Antales van ser derrotades per les tropes de Joan Troglita, prop de Sufètula (actual Sbeitla, Tunísia). Aquesta derrota va comportar la submissió o fugida al sud d'Antales, i la fugida d'Ierna amb la imatge sagrada de Gurzil. Ierna però va ser fet presoner i assassinat, i la imatge va ser destruïda. Carcasà el va succeir al capdavant de la revolta.